# Normanville (Eure)
Normanville è un comune francese di 1 125 abitanti situato nel dipartimento dell'Eure nella regione della Normandia.

## Società

### Evoluzione demografica
Abitanti censiti